# Hermann Roß
Hermann Roß (* 21. Juni 1939; † 30. April 2021) war ein deutscher Fußballspieler. Der Torhüter hat in der Saison 1966/67 mit Rot-Weiss Essen 21 Ligaspiele in der Fußball-Bundesliga absolviert. Im Spieljahr 1965/66 hatte er mit der Elf aus Bergeborbeck bei der Erreichung der Vizemeisterschaft und dem Erfolg in der Aufstiegsrunde zur Bundesliga alle 34 Regionalligaspiele beziehungsweise sechs Aufstiegsrundenspiele bestritten. Als der Elf von der Essener Hafenstraße in der Saison 1968/69 zum zweiten Mal der Aufstieg in die Bundesliga gelang, gehörte Roß wiederum der Vizemeisterelf der Regionalliga West an.

## Laufbahn

### Vereine
Der großgewachsene und athletische Torhüter entwickelte sich fußballerisch in der Jugendabteilung von TuS Duisburg 48/99. Nach der Meisterschaft in der Verbandsliga Niederrhein 1958/59, dem Gewinn der Amateurmeisterschaft von Westdeutschland gegen die Beckumer SpVgg und den Bonner FV und den Spielen um die deutsche Amateurmeisterschaft gegen SV Norden-Nordwest Berlin (3:1) und im Halbfinale am 7. Juni gegen SV Arminia Hannover (1:2 n. V.) – bei Arminia Hannover waren Werner Olk, Horst Wilkening und Joachim Thimm im Einsatz gewesen – gehörten die Schwarz-Weißen aus dem Duisburger Süden ab dem Spieljahr 1959/60 vier Jahre dem Oberligaunterbau der 2. Liga West an. Trainiert wurden Roß und seine Mannschaftskameraden von Ex-Nationalspieler Willy Busch.
Im letzten Jahr des alten Ligasystems mit den regionalen Oberligen als Leistungsspitze, 1962/63, rang TuS Duisburg mit dem VfB Bottrop um den Meistertitel. Punktgleich mit jeweils 37:23 Zählern musste sich die Elf von Torhüter Roß hinter Bottrop mit der Vizemeisterschaft begnügen. Ein Aufstieg in die erstklassige Oberliga West war aber durch die Neueinführung der Fußball-Bundesliga zur Saison 1963/64 nicht möglich, 48/99 gehörte aber durch den zweiten Rang zum Debüt der zweitklassigen Regionalliga West an. Dem Vizemeisterteam gehörte der durchsetzungsstarke Angreifer Werner Gräber an, der sich aber zur Runde 1963/64 Hannover 96 anschloss. Die Lokalderbys gegen den Duisburger Spielverein und den Duisburger FV 08 gehörten zum Programm in der 2. Liga West. Im Unterbau der Oberliga waren 1962/63 Spieler wie Klaus Beckfeld, Fred-Werner Bockholt, Diethelm Ferner (VfB Bottrop), Rudolf Assauer, Günter Graetsch (SpVgg Herten), Werner Jestremski, Manfred Otta, Rudolf Schmidt (STV Horst-Emscher), Peter Blusch, Paul Haase, Albert Kühn, Gerhard Neuser (Spfrde. Siegen), Eckehard Feigenspan, Klaus Fetting, Heinz-Dieter Hasebrink, Werner Kik, Otto Rehhagel, Adolf Steinig, Herbert Weinberg (RW Essen), Bernd Kirchner, Friedhelm Renno, Dieter Schulz (Arminia Bielefeld), Rolf Benning Albert Eichholz, Herbert Kurwan, Karl-Heinz Poll (DSV), Alfred Schmidt, Helmut Lipinski (SV Sodingen), Heinz Pliska, Franz-Josef Sarna (Eintracht Gelsenkirchen), Franz Islacker, Hans-Peter Kirchwehm, Emil Meisen (SV Neukirchen), Werner Jablonski, Otto Keller, Egon Milder, Walter Zastrau (VfL Bochum), Manfred Frankowski, Manfred Kroke (Duisburger FV 08), Herbert Dörner, Heinz Fischer, Heinz Rohloff (Bonner FV), Rolf Pawellek, Gerhard Prokop (Spfrde. Gladbeck) und Günter Sibilski beim Dortmunder SC 95 im Einsatz gewesen. Spieler die zuvor schon jahrelang in der Oberliga gespielt, beziehungsweise danach in der Regionalliga oder gar in der Bundesliga noch Karriere gemacht haben. Nach insgesamt 106 Einsätzen in der 2. Liga West ging Roß im Sommer 1963 mit seiner Mannschaft aus der Fugmann-Kampfbahn die Herausforderung der Regionalliga West an.
Sportlich und finanziell war TuS 48/99 aber der Konkurrenz, vor allem der vormaligen Oberligavereine, in der Regionalliga West 1963/64 nicht gewachsen. Mit 47:88 Toren und 22:54 Punkten belegte man in der 20er-Staffel den 19. Rang und wäre damit in das Amateurlager abgestiegen. Durch die Fusion mit dem Spielverein am 7. Juli 1964 zum neuen Verein Eintracht Duisburg konnte man die Klasse halten. Roß, er hatte in 29 Ligaspielen das Tor von TuS 48/99 gehütet, nahm aber zum zweiten Regionalligajahr, 1964/65, das Angebot von Rot-Weiss Essen an und wechselte an die Hafenstraße nach Bergeborbeck.
Der Tabellenzehnte des ersten Jahres der Regionalliga West belegte unter Trainer Fred Harthaus im ersten Jahr von Roß bei den Rot-Weißen den siebten Rang, aber mit großem Rückstand zu den Spitzenteams aus Mönchengladbach und Aachen. Der Neuzugang aus Duisburg hatte lediglich in einem der 34 Ligaspiele gefehlt. Im Jahr der Fußballweltmeisterschaft 1966 in England, 1965/66, kam mit Fritz Pliska ein neuer Trainer zu der Mannschaft im Georg-Melches-Stadion. An der Tabellenspitze entbrannte ein Dreikampf um die Meisterschaft und um die zwei Plätze zur Teilnahme an der Bundesligaaufstiegsrunde. Fortuna Düsseldorf, Rot-Weiss Essen und Alemannia Aachen waren die Rivalen und Aachen landete am Rundenende auf dem dritten Rang. RWE hatte mit Torhüter Roß in 34 Ligaspielen – Roß hatte in keinem Spiel ausgesetzt – 31 Gegentore erhalten und damit den Grundstein für die Vizemeisterschaft gelegt. In der erfolgreichen BL-Aufstiegsrunde gegen die Konkurrenz aus St. Pauli, Saarbrücken und Schweinfurt absolvierte er anschließend auch die sechs Spiele zum Einzug in die Bundesliga. Mit 10:6 gegenüber 10:8 Toren entschied das Torverhältnis zugunsten RWE gegenüber dem punktgleichen FC St. Pauli.
In der Bundesligarunde 1966/67 stand Roß in 21 Bundesligaspielen im Tor, Fred-Werner Bockholt die restlichen 13 Spiele. Einer der Höhepunkte der Hinrunde war der 3:1-Heimerfolg am 24. September 1966 gegen den FC Bayern München. Vor 32.000 Zuschauern lieferte Roß ein großartiges Torhüterspiel ab und wird in der Bundesliga Chronik 1966/67 mit der Spielernote 1,0 geführt. Im Spielbericht wird unter anderem notiert: „Essens Deckung wurde zwar nicht selten auskombiniert, doch bei der Verwertung vielfältiger Torchancen zeigte das Cajkovski-Team erschreckende Fahrigkeit oder scheiterte am großartigen Torwart Roß.“ Mehr wie ein Torerfolg gelang dem Bayernangriff mit Rudolf Nafziger, Gerd Müller, Rainer Ohlhauser, Peter Werner und Dieter Brenninger nicht. Mit einer schwachen Rückrundenbilanz von 10:24 Punkten konnte RWE am Rundenende nicht die Klasse erhalten und stieg umgehend wieder in die Regionalliga ab.
In den nächsten zwei Runden kamen die Rot-Weißen jeweils zur Vizemeisterschaft und in die Bundesligaaufstiegsrunden; Stammtorhüter war aber jetzt Fred-Werner Bockholt. Als im zweiten Anlauf, 1969, die Bundesligarückkehr gelang, hatte Roß nochmals elf Regionalligaspiele und am 25. Juni 1969 gegen den Karlsruher SC (2:2) auch ein Aufstiegsrundenspiel absolviert.
Insgesamt wird Torhüter Roß mit 108 Regionalligaspielen, sieben Aufstiegsrunden- und 21 Bundesligaeinsätzen in der Statistik geführt.